# 鵲子山
鵲子山位於台灣宜蘭縣礁溪鄉，標高679公尺。又名「鵠仔山」、「鴻子山」、「礁溪富士山」，台灣小百岳之一。「礁溪富士山」之名係因山形似富士山，日治時期日人稱之為「礁溪富士」而來。

## 註腳
1. ↑  走讀宜蘭[永久]